# Тајђићуен
Тајђићуен или тај чи чуан (преко енглеског језика) (кин. 太极拳; пинјин: tàijíquán; енг. Tai chi chuan) кинеска је борилачка вештина препознатљива по спорим, флуидним покретима. Вежба се најчешће ради очувања и побољшавања здравља, а борилачки аспект је мање изражен. Вештина се заснива на систему покрета, вежби, форми (комбинација покрета), дисања, концентрације и визуелизације које имају за циљ овладавање чијем у складу са традиционалним кинеским филозофским и медицинским принципима.
Назив Тајђићуен потече од две речи — „Тајђи” (taiji), у кинеској филозофији концепт „тачке највишег домета”, „поларан” или „врхунац узвишења”, насупрот „Вуђи” (wuji) концепту (буквално преведеном као „без полова” или „бесконачан”) и „Ћуен” (quan) односно „песница”, термин који се односи на борилачке вештине без употребе оружја.
Мада се Тајђићуен често скраћено зове Тајђи, та два појма су заправо потпуно различита. Тајђи се, како у Таоизму тако и у Конфучијанству, често помиње у вези са кинеском космологијом где означава почетак Универзума (што би се могло односити на нешто попут Великог праска). У том контексту, Вуђи би означавао стање које је постојало пре космоса а Тајђи након његовог настанка. Симбол Тајђија, taijitu, представљен је јединством две супротности у облику две рибе, једне црне а друге беле, унутар затвореног круга. Другим речима, Тајђи у кинеској филозофији представља јединство или међузависност свега што постоји.
Начин коришћења Тајђићуена у борби је потпуно заснован на принципима јин и јанга и њиховој динамичкој међуповезаности. Свака целина има две стране и све у природи и универзуму се мења мада наизглед мирује. Тако и тело Тајђићуен мајстора које, мада плови полако као река, може да обузда сваког ко покуша да га нападне користећи снагу или брзину.
Унутра је мир, споља покрет. Како се тежиште пребаци на једну ногу, друга постане слободна и лака. Док један дио тела мирује, други се полако покреће. Док се један дио тела опусти и постане мек као пена, други постане тврд као камен... Горњи и доњи дио тела, лево и десно, напред / назад, покрет / мировање, све се користи у складу са околином и у циљу борбе у којој је идеал победити са што мање труда. Али Тајђићуен је далеко више него само борилачка вештина јер онај ко овлада принципима универзума схвати да непријатељ заправо уопште и не постоји.
Начина на који се Тајђићуен тренира има много али се у пракси најчешће користе склопови покрета са замишљеним противницима таолу (са или без оружја), вежбе дуготрајног усправног стајања са савијеним коленима џан џуанг за већу издржљивост тела (поготово ногу) и јачање чија, те једне врсте рвања, туишоу, у којој је циљ да се противник избаци из равнотеже гурањем (или спречи одбраном) али једино коришћењем руку или тела.
Данас се Тајђићуен проширио већ свуда по свету. Већина многобројних модерних стилова се развила на основама једног од пет традиционалних стилова: чен, јанг, сун, ву и други ву (на кинеском се пишу другачије). Али сви они историјски потичу из села Ченђјагоу у Хенан провинцији.
У Кини Тајђићуен се сврстава у групу Вуданг стилова кoји се карактеришу коришћењем унутрашње силе. Вуданг је иначе планина у Кини са које потичу многи унутрашњи / меки (неиђја) стилови Кунг фуа док, с друге стране, постоје многи други спољни / тврди (ваиђја) стилови који су више базиарни на физичкој сили и брзини.